# Otome wa Boku ni Koishiteru
 Der er for få eller ingen kildehenvisninger i denne artikel, hvilket er et problem. Du kan hjælpe ved at angive troværdige kilder til de påstande, som fremføres i artiklen.

Otome wa Boku ni Koishiteru (処女はお姉さまに恋してる Pigerne bliver forelskede i mig (tvetydig titel, se nedenfor)), også kendt som Otoboku (おとボク), er oprindeligt en japansk visual novel-spil udsendt til pc af Caramel Box 28. januar 2005. Det er siden omsat til PlayStation 2-spil, romaner, mangaserier, animeserie og hørespil-cd'er.
En ny generation kom til fem år efter i form af Otome wa Boku ni Koishiteru: Futari no Elder (処女はお姉さまに恋してる ～2人のエルダー, Pigerne bliver forelskede i mig: 2 Ældste) (Otoboku 2). Det blev i første omgang udsendt som visual novel 30. juni 2010 og har i lighed med sin forgænger affødt både romaner, mangaserier og en planlagt animeserie.
Ingen af delene er oversat til dansk, men den første animeserie er udsendt på dvd med engelske undertekster i USA. En engelsk oversættelse af det oprindelige spil er også annonceret.

## Plot
Da hovedpersonen drengen Mizuho Miyanokoujis bedstefar dør, er denne sidste vilje, at Mizuhu skal skifte til sin mors gamle skole, en ren pigeskole. Efter en dygtig make-over begynder Mizuhu nu forklædt som pige og under falsk navn på skolen. Her bliver den flotte, sporty og venlige "pige" hurtigt populær blandt sine intetanende kammerater, der snart vælger hende til "Ældste" (Oneesama, se nedenfor), et valg der imidlertid ikke huer elevrådsformanden. Og alt imens Mizuho må gøre sit bedste for at undgå at blive opdaget af sine nye veninder og kammerater.
Mens også andre problemer og overraskelser venter Mizuho. Yngre piger med følelsesmæssige problemer, et spøgelse i hans værelse og en barndomsveninde med hjertesorger står på programmet, efterhånden som skoleåret skrider frem.

## Titel
Blev originaltitlens kanji læst korrekt ville der stå Shojo wa oneesama ni koishiteru (pigerne bliver forelsket i ældste søster). Ved at tilføje furigana et par steder angav skaberne imidlertid at et par af ordene skulle læses på en anden måde, hvorved titlen blev tvetydig.
Det ene sted er de indledende kanji 処女 (shojo), der både kan betyde "jomfru" og "ung dame". Skaberne tilføjede imidlertid furigana for at indikerer, at de ønskede det læst "otome", hvilket betyder ung pige. Andre furigana blev tilføjet over お姉さま (oneesama) for at indikere at de ønskede det læst "boku" (maskulin form for "jeg") for at sætte fokus på, at hovedpersonen (den omtalte oneesama) faktisk er en dreng. Trods de forskellige kanji er den officielle læsemåde "Otome wa Boku ni Koishiteru", omtrent betydende "Pigerne bliver forelskede i mig". Da spillet blev overført til PlayStation 2 blev det omdøbt til 乙女はお姉さまに恋してる hvorved man benyttede de faktiske kanji for "otome", 乙女. Sidstnævnte navn blev beholdt til manga og anime.

## Skolen
Den primære lokalitet for historien er et privat gymnasium for piger. Den åbenlyst katolske skole blev grundlagt i 1886 af en af Mizuhos forfædre og har som motto "barmhjertighed og tilgivelse". At skolen efter alt dømme om end usagt er katolsk er i øvrigt lidt bemærkelsesværdigt, da kun 0,4 % af den japanske befolkning er medlemmer af den romerskkatolske kirke.
Skolens navn i det oprindelige pc-spil og hørespil-cd'erne var Keisen Pigeskole (恵泉女学院, Keisen Jogakuin). Det viste sig imidlertid senere at ligne navnet på en virkelig skole, hvorfor der efterfølgende foretoges navneskifte til Seiou Pigeskole (聖應女学院, Seiou Jogakuin). Dette navn er benyttet i PlayStation 2-spillet, mangaen og animeserien.

### Ældste
En gammel tradition på skolen er, at eleverne hvert år i juni vælger en blandt sig som "Ældste (søster)" (お姉さま, Oneesama, egentlig Respekteret ældre/ældste søster eller (familiært) Storesøster). Den valgte ses som nr. 1 blandt de ældre søstre. Der er kun få pligter forbundet med det, men "Ældste" nyder en vis ære og respekt og kan siges at kaste glans over tingene.
For at blive Ældste må en kandidat opnå mindst 75 % af stemmerne ved valget. Hvis ingen af kandidaterne opnår det i første valgrunde, overdrager den af kandidaterne med færrest stemmer sin stemmeandel til en af de andre kandidater, og den, der til sidst opnår 75 % eller mere, er valgt. Hvis ingen stiller op, bliver elevrådsformanden automatisk Ældste. I serien får Mizuhi 82 % af stemmerne i første runde og bliver dermed med det samme valgt som den 72. Ældste. Tidligere Ældste inkluderer hans mor Sachiho Miyanokouji 22 år før seriens begyndelse og hans klassekammerat Sion Jujo som 71. Ældste et år før seriens begyndelse. I spillet bliver Kana den 74. Ældste.

## Figurer
- Mizuho Miyanokouji (宮小路瑞穂, Miyanokouji Mizuho) er drengen, der følger sin bedstefars sidste vilje og forklædt som pige skifter til pigeskolen. Med sit i forvejen kønsligt neutrale udseende og lange hår og Mariyas make-over narrer han stort set alle de andre elever, der bliver betagede af "hendes" skønhed. Mizuho frygter dog til stadighed at blive opdaget, og opmærksomheden omkring ham bliver ikke mindre af, at han mod sin vilje bliver valgt til Ældste. Men Mizuho udmærker sig ved at være både sporty, venlig og hjælpsom og går gerne i brechen for andre og nyder generelt stor popularitet. 
 Mizuhis rigtige efternavn er Kaburagi (鏑木, Kaburagi). Miyanokouji var hans mors pigenavn.

- Mariya Mikado (御門まりや, Mikado Mariya) er Mizuhos barndomsveninde, der entusiastisk sørger for forvandlingen til pige og efterfølgende belærer ham om opførsel som sådan. Hun er temperamentsfuld og følelserne løber nemt af med hende. Det giver problemer, da hun opdager, at Mizuho godt kan stå på egne ben og måske er ved at glide hende af hænde, netop som hun sporer kærlighed til ham. Det komplicerer også forholdet til Takako, som hun opfatter som en fjende, i det denne i sin tid valgte elevrådet frem for løbeklubben, skønt sandheden blot var, at hun ikke havde tid til begge dele.

- Sion Jujo (十条紫苑, Juujou Shion) er Mizuhos klassekammerat. Hun gennemskuer ham allerede ved deres andet møde men lover at tie. Hun er stilfærdig, men når hun taler, får hun folk til at lytte og tænke. Hun blev valgt til Ældste året før, men på grund af sygdom måtte hun tilbringe det meste af året på hospitalet og må nu gå et år om.

- Yukari Kamioka (上岡由佳里, Kamioka Yukari) er en førsteårselev, der bor i samme hus som Mizuho og Mariya. Hun er energisk men usikker på sig selv. Hun er med i løbeklubben, fordi hendes svigerinde var det. Hendes løbeevner er dog ikke i top, og de andre må opmuntre hende til at vælge enten at stoppe eller at fortsætte alligevel.

- Kana Suoin (周防院奏, Suouin Kana) er ligeledes en førsteårselev, der bor i samme hus. En energisk og sød pige der er mere end villig til at tjene Mizuho. Hun overvurderer dog nok sine evner her men undervurderer til gengæld sit talent for skuespil, da hun får en hovedrolle. Hun er let at genkende på sit kaninørelignende forholdsvis store lyserøde hårpynt.

- Ichiko Takashima (高島一子, Takashima Ichiko) er et spøgelse, der bliver vakt til live i huset. Forhistorien er denne: For 22 år siden var hun elev og elskede den daværende Ældste. Men hun var svagelig og blev indlagt. Hun stak af og vendte tilbage til Ældstes rum, der imidlertid var tomt, hvorfor hun gav sig at vente. Hun faldt i søvn, en søvn hendes krop aldrig skulle vågne af. Efter hendes død blev rummet lukket og hendes sjæl forseglet. Først da Mizuho kommer på skolen, bliver rummet genåbnet, for at han kan bo der. Det viser sig imidlertid, at seglet er brudt, og at Ichiko er vakt til live. Og bortset fra at det tog lidt tid for hende at erkende sin egen død, og at Mizuho trods lighed i udseende ikke var hendes Ældste (det var hans mor), er hun nu ved godt mod og "helbred". Ja hun viser sig at være både hyperaktiv og hurtigsnakkende, og det passer hende ikke, at en usynlig barriere forhindrer hende i at forlade huset.

- Takako Itsukushima (厳島貴子, Itsukushima Takako) er elevrådsformand. En hårdtarbejdende pige der foretrækker at vise en hård personlighed og ikke vise svagheder (selv om hendes skræk for spøgelser er åbenlys). Mizuhos øjeblikkelige popularitet, øvrige handlekraft og overvindelse af hende til valget som Ældste passer derfor ikke ind i hendes eneberettigede cirkler. Men efterhånden begynder hun at nære følelser for Mizuho uden rigtigt at forstå hvorfor, ligesom hun heller ikke rigtig kan blive klog på, om Mizuho er hendes ven eller fjende.

- Kimie Sugawara (菅原君枝, Sugawara Kimie) er med i Elevrådet og er Takakos trofaste følgesvend det meste af tiden. På egen hånd holder hun øje med de andre for siden at rapportere til Takako. Men trods en lidt frastødende personlighed kærer hun sig også om Takako.

- Kei Takanashi (小鳥遊圭, Takanashi Kei) er en af Mizuhos klassekammerater. Hun er mest stille men har en noget skræmmende udstråling og attitude. Det må kammeraterne dog finde sig i, for hun er også instruktør i dramaklubben og som sådan meget aktiv.

- Michiko Takane (高根美智子, Takane Michiko) er også en af Mizuhos klassekammerater. En ven af Kei men er i modsætning til denne næsten altid smilende og er generelt en social person.

- Hisako Kajiura (梶浦緋紗子, Kajiura Hisako) er Mizuhos klasselærer. Hun er en hjælpsom person, der kærer om sine elever. Hun er en af de eneste, der kender Mizuhos hemmelighed sammen med Mariya, rektor og senere Sion og Ichiko.

- Sawe Mikura (美倉サヱ, Mikura Sae) er nonne og skolens rektor og introducerer som sådan Mzuho til den.

## Visual novel
Gameplayet i det oprindelige spil følger et lineært forløb, hvor spilleren agerer ved på bestemte tidspunkter at vælge mellem forskellige muligheder, der dukker op på skærmen, sådan som det typisk findes i visual novel-videospil. Hver bane er delt i otte afsnit, et mellemafsnit og en epilog. I slutningen af hvert afsnit vises an annoncering af næste afsnit sammen med et smugkig. Hvert afsnit foregår i en given måned mellem juni og marts gående fra første afsnit til epilogen. Mellemafsnittet er placeret mellem andet og tredje afsnit.
Målet for den oprindelige versions gameplay var for spilleren at få mulighed for at se scener, hvor Mizuho havde seksuelt samkvem med en af de seks heltinder, Mariya, Kana, Yukari, Ichiko, Takao og Hisako. Dette blev dog udeladt i både PlayStation 2-spillet og animeserien, og i disse versioner er der ingen tegn på fysisk samkvem mellem nogle af personerne. At Kei og Michiko har et homoseksuelt forhold til hinanden blev desuden stærkt nedtonet.
Det oprindelige spil udkom som pc-cd 28. januar 2005. PlayStation 2-udgaven fulgte 29. december 2005 og pc-dvd-version med fuld stemmeindtaling kom 28. april 2006. Desuden har Caramel Box Yarukibako og Caramel Box Yarukibako 2 der udsendtes hhv. 24. juni 2005 og 26. januar 2007 blandt sit indhold yderligere underafsnit.
29. april 2010 udsendte Alchemist spillet til PlayStation Portable.
19. februar 2012 annoncerede Manga Gamer, at de var gået i gang med en engelsk oversættelse af det originale spil, og at en udgivelsesdato vil blive annonceret senere.

## Romaner
Det oprindelige spil har dannet basis for flere romaner:
Den første var en romanserie i to bind skrevet af Saki Murakami og udgivet af Paradigm. Det første bind, der udkom 17. juni 2005, bærer titlen Imprisoned Princess ~Sion Chapter~ (囚われの姫君～紫苑編～, Toraware no Himegimi ~Shion hen~) og kredser om Sion. Det andet bind udkom 24. august 2005 med titlen ~Takako Chapter~ (とまどうジュリエット～貴子編～, Tomadou Jurietto ~Takako hen~) og kredser om Takako. Romanerne indeholder erotiske elementer og er uegnede for børn.
En roman med samme titel som spillet udkom 24. august 2005 skrevet af Chihiro Minagawa og udgivet af Jive. Den kredser om Takakos scenarie.
Endelig er der udgivet en halvofficiel doujin-roman 25. december 2007 skrevet af spillet scenarie-forfatter og udgivet af Enterbrain. Romanen har titlen Étoile in the Cherry Orchard (櫻の園のエトワール, Sakura no Sono no Etowaaru) og bygger videre på Kanas og Yukaris scenarier.

## Manga
En mangaserie illustreret af Kanao Araki og baseret på spillet gik i seinen-mangamagasinet Dengeki Daioh 21. september 2006 – 27. juni 2008. Første bind med serien udkom 27. august 2007 og andet bind 27. september 2008.
En 4-billede-stribe-serie med titlen マジキュー４コマ乙女はお姉さまに恋してる (Mazukyuu 4 koma Otome wa Boku ni Koishiteru) gik i magasinet Magi-Cu. Den er udgivet i 12 samlinger 26. marts 2007 – 25. marts 2009.

## Internetradishow
Et radioshow på Internettet beregnet til at promovere animeserien blev udsendt 5. oktober 2006 – 27. marts 2008 under navnet Seio Girls School Broadcasting Station (聖應女学院放送局, Seiou Jogakuin Housoukyoku). Showet blev produceret af Animate TV, sendtes hver torsdag og havde Miyu Matsuki som Sion Jujo og Yuko Goto som Ichiko Takashima som værter. Der blev produceret 74 afsnit der korresponderede med seriens figurer daglige liv. Undervejs var der forskellige gæster så som Chiaki Takahashi i afsnit 6 og 7 som Takako Itsukushima, Akemi Kanda i afsnit 7 og 12 som Kana Suoin, Ayano Matsumoto i afsnit 15 og 16 som Yukari Kamioka og Madoka Kimura i afsnit 19 og 20 som Kimie Sugawara. Radioshowets afsnit er udsendt på fire cd'er mellem 9. maj 2007 og 6. februar 2008.

## Animeserien
En animeserie i 12 afsnit udsendtes første gang 8. oktober 2006 – 24. december 2006. Ved den efterfølgende dvd-udgivelse suppleredes med et ekstra uafhængigt afsnit Tsunderella. 
Serien (undtagen ekstraafsnittet) følger skoleårets gang fra Mizuhos start på skolen i foråret frem til nytårsballet. En særlig detalje i den forbindelse er, at da figurerne i selve serien i afsnit 7 skifter fra den hvide sommeruniform til den sorte vinteruniform, gør de det også i introen. Undtagen er dog afsnit 12, hvor der ingen intro er, og det uafhængige afsnit 13, der har samme intro som afsnit 1-6. En anden undtagelse er Ichiko, der er i hvid sommeruniform i alle introer og de afsnit, hun medvirker i, i det hun døde om sommeren og nu som spøgelse ikke påvirkes fysisk af årets gang.
Animeserien blev udsendt på fire dvd'er i Japan 11. januar-4. april 2007 fordelt med fire afsnit på den første og tre på hver af de andre. Dvd'erne udsendtes både i normale og eksklusive udgaver, begge i øvrigt nummereret med romertal, I, II, III og IV. Serien er desuden blev udsendt i USA med engelske undertekster under navnet Otoboku: Maidens Are Falling for Me og i form af tre dvd'er fordelt med fem afsnit på den første og fire på hver af de andre.

### Stemmer
- Yui Horie – Mizuho Miyanokouji
- Masumi Asano – Mariya Mikado
- Miyu Matsuki – Sion Jujo
- Ayano Matsumoto – Yukari Kamioka
- Akemi Kanda – Kana Suoin
- Yuko Goto – Ichiko Takashima
- Chiaki Takahashi – Takako Itsukushima
- Madoka Kimura – Kimie Sugawara
- Kei Shindō – Kei Takanashi
- Sakura Nogawa – Michiko Takane
- Yui Sakakibara – Hisako Kajiura
- Mami Horikoshi – Sawe Mikura

### Musik
- Intro: "Love Power" af Aice5.
- Slutsang: "Beautiful Day" af Yui Sakakibara.

## Cd'er
Både det oprindelige spil og animeserien har givet anledning til en række cd'er med soundtrack og hørespil. For overskuelighedens skyld er de nedenfor oplistet i tabelform.

### Soundtracks
maiden's rest har Digiturbo som pladeselskab mens King Records har stået for de øvrige.
| Udgivet           | Engelsk titel                                                    | Japansk titel | Beskrivelse                                                                                |
| ----------------- | ---------------------------------------------------------------- | --- | ------------------------------------------------------------------------------------------ |
| 25. februar 2005  | maiden's rest Otome wa Boku ni Koishiteru Original Soundtrack    | maiden's rest 処女はお姉さまに恋してる オリジナルサウンドトラック, meidenzu resuto Otome wa Boku ni Koishiteru Originaru Saundotorakku                  | Det originale soundtrack til spillet.                                                      |
| 25. oktober 2006  | Love Power                                                       | Love Power | Single album med J-pop-bandet Aice5. Indeholder bl.a.a. animeseriens introsang Love Power. |
| 25. oktober 2006  | Again                                                            | Again | Single album med Yui Sakakibara. Indeholder bl.a.a. animeseriens slutsang Beautiful Day.   |
| 22. november 2006 | Otome wa Boku ni Koishiteru original soundtrack ~A Luxury Sound~ | 乙女はお姉さまに恋してる オリジナル・サウンドトラック ～ラグジュアリィサウンド, Otome wa Boku ni Koishiteru orijinaru saundotorakku ~Ragujuarii Saundo~ | Det originale soundtrack til animeserien.                                                  |

### Hørespil
Hørespil-cd'en baseret på spillet er produceret af HOBiRECORDS. King Records har stået for de øvrige, der er prooduceret under deres mærke Starchild.
| Udgivet            | Engelsk titel                                                                   | Japansk titel | Beskrivelse                        |
| ------------------ | ------------------------------------------------------------------------------- | --- | ---------------------------------- |
| 22. september 2005 | Drama CD Otome wa Boku ni Koishiteru ~Natsu no Cosmos Aki no Matsurika~         | ドラマCD 処女はお姉さまに恋してる ~晩夏の秋桜 初秋の茉莉花~, Dorama CD Otome wa Boku ni Koishiteru ~Natsu no Kosumosu Aki no Matsurika~                                               | To-disk-udgave baseret på spillet. |
| 25. oktober 2006   | Otome wa Boku ni Koishiteru drama CD season 1 ~Shopping wa Kiken na Kaori~      | ドラマCD 乙女はお姉さまに恋してる シーズン01 ~ショッピングは危険な香り?~, Dorama CD Otome wa Boku ni Koishiteru shiizun01 ~Shoppingu wa Kiken na Kaori?~                              | Baseret på animeserien.            |
| 22. november 2006  | Otome wa Boku ni Koishiteru drama CD season 2 ~Mahoutsukai no Recipe~           | ドラマCD 乙女はお姉さまに恋してる シーズン02 ~魔法使いのレシピ~, Dorama CD Otome wa Boku ni Koishiteru shiizun02 ~Mahoutsukai no Reshipi~                                             | Baseret på animeserien.            |
| 21. december 2006  | Otome wa Boku ni Koishiteru drama CD season 3 ~Girl meets Cat~                  | ドラマCD 乙女はお姉さまに恋してる シーズン03 ~Girl meets Cat~, Dorama CD Otome wa Boku ni Koishiteru shīzun03 ~Gaaru Miitsu Kyatto~                                                   | Baseret på animeserien.            |
| 11. april 2007     | Otome wa Boku ni Koishiteru drama CD season 4 ~Guuzen to Hitsuzen no Labyrinth~ | ドラマCD 乙女はお姉さまに恋してる シーズン04 ~偶然と必然の迷宮（ラビリンス）~, Dorama CD Otome wa Boku ni Koishiteru shiizun04 ~Gūzen to Hitsuzen no Rabirinsu~                       | Baseret på animeserien.            |
| 29. januar 2010    | Otome wa Boku ni Koishiteru -Sakura no sono no etowaaru-                        | Audio drama CD 処女はお姉さまに恋してる -櫻の園のエトワール-, Otome wa Boku ni Koishiteru -Sakura no sono no etowaaru- Kirsebærhavens stjerne                                         | Fokuseret på Kana.                 |
| 26. august 2010    | Otome wa Boku ni Koishiteru epiroogu CD VOL.1 ~soukyou ryokou ni kouki mashou~  | 乙女はお姉さまに恋してる エピローグCD VOL.1 ~卒業旅行に行きましょう~, Otome wa Boku ni Koishiteru epiroogu CD VOL.1 ~soukyou ryokou ni kouki mashou~ Lad os tage på en afslutningstur |                                    |

### "Images songs"
Produceret af King Records under deres mærke Starchild.
| Udgivet            | Engelsk titel                                           | Japansk titel | Beskrivelse                                       |
| ------------------ | ------------------------------------------------------- | --- | ------------------------------------------------- |
| 26. juli 2006      | Otome wa Boku ni Koishiteru Character Image Song Part 1 | 乙女はお姉さまに恋してる キャラクターイメージソング PART1, Otome wa Boku ni Koishiteru Kyarakutaa Imeeji Songu Paato 1 | Sange indsunget af stemmelæggere til animeserien. |
| 23. august 2006    | Otome wa Boku ni Koishiteru Character Image Song Part 2 | 乙女はお姉さまに恋してる キャラクターイメージソング PART2, Otome wa Boku ni Koishiteru Kyarakutaa Imeeji Songu Paato 2 | Sange indsunget af stemmelæggere til animeserien. |
| 21. september 2006 | Otome wa Boku ni Koishiteru Character Image Song Part 3 | 乙女はお姉さまに恋してる キャラクターイメージソング PART3, Otome wa Boku ni Koishiteru Kyarakutaa Imeeji Songu Paato 3 | Sange indsunget af stemmelæggere til animeserien. |

### DJCD
Produceret af Frontier Works med King Records som pladeselskab.
| Udgivet           | Engelsk titel                                                       | Japansk titel                                                                                                  | Beskrivelse                                                    |
| ----------------- | ------------------------------------------------------------------- | --- | -------------------------------------------------------------- |
| 9. maj 2007       | DJCD WEB Radio Otoboku Seio Girls School Broadcasting Station Vol.1 | DJCD「WEB RADIO おとボク聖應女学院放送局」Vol.1, DJCD Webu Rajio Otoboku Seiou Jogakuin Housoukyoku Voryuumu 1 | Internetradiostationen Seio Girls School Broadcasting Station. |
| 6. juni 2007      | DJCD WEB Radio Otoboku Seio Girls School Broadcasting Station Vol.2 | DJCD「WEB RADIO おとボク聖應女学院放送局」Vol.2, DJCD Webu Rajio Otoboku Seiou Jogakuin Housoukyoku Voryuumu 2 | Internetradiostationen Seio Girls School Broadcasting Station. |
| 26. december 2007 | DJCD WEB Radio Otoboku Seio Girls School Broadcasting Station Vol.3 | DJCD「WEB RADIO おとボク聖應女学院放送局」Vol.3, DJCD Webu Rajio Otoboku Seiou Jogakuin Housoukyoku Voryuumu 3 | Internetradiostationen Seio Girls School Broadcasting Station. |
| 6. februar 2008   | DJCD WEB Radio Otoboku Seio Girls School Broadcasting Station Vol.4 | DJCD「WEB RADIO おとボク聖應女学院放送局」Vol.4, DJCD Webu Rajio Otoboku Seiou Jogakuin Housoukyoku Voryuumu 4 | Internetradiostationen Seio Girls School Broadcasting Station. |